# Valtierra (Navarra)
Valtierra (baskisch Bazterra) ist eine Gemeinde (Municipio) in Navarra, Spanien, mit 2.464 Einwohnern (Stand: 2024), die mehrheitlich spanischsprachig sind.

## Geografische Lage
Valtierra liegt im Süden der Region Navarra im Ebro-Tal auf einer Höhe von ca. 265 m. Die Ortschaft liegt etwa 85 Kilometer südlich von Pamplona und etwa 100 Kilometer nordwestlich von Saragossa. Durch die Gemeinde verläuft die Autopista AP-15.

## Sehenswürdigkeiten
- Befestigungsreste
- Marienkirche (Iglesia de Santa María)
- Palast der Familie Gómara
- Rathaus

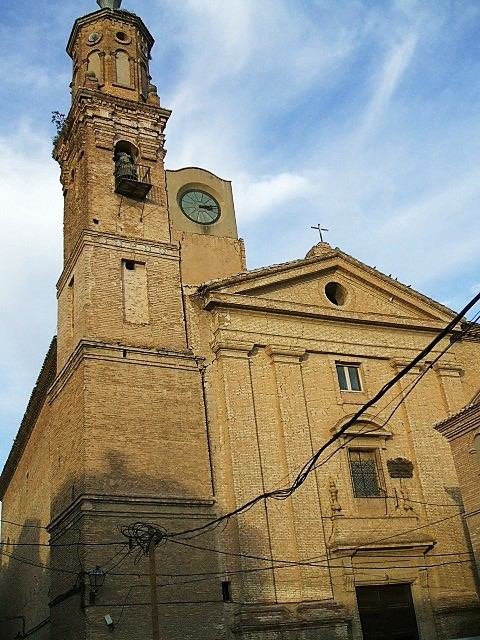
Marienkirche
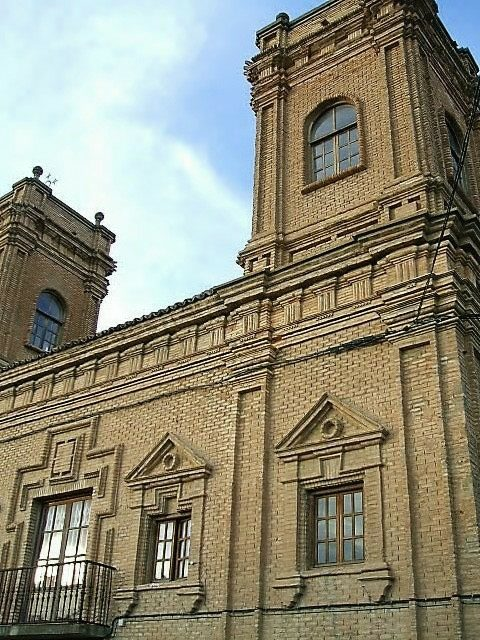
Palast der Familie Gómara

## Geschichte
Am 31. Mai 1110 kam es zur Schlacht von Valtierra. Durch das Obsiegen der Mauren gelang es im Anschluss den Almoraviden, Saragossa zurückzuerobern.

## Persönlichkeiten
- Isidoro de Atondo y Antillón (um 1639–1691), Kolonialherr in Kalifornien
- Agustín Pérez Soriano (1846–1907), Komponist
- José Lacalle Larraga (1897–1981), Politiker, Luftfahrtminister (1962–1969)
- Jesús María Cizaurre Berdonces (* 1952), Bischof von Bragança do Pará